# Axel Edvard Kullberg
Axel Edvard Kullberg, född 4 april 1858 i Norra Solberga, Jönköpings län, död 22 februari 1930 i Mälby ägor, Flen, var en svensk ingenjör.
Hans föräldrar var Fredrik August Kullberg (1824–1879) och Anna Johanna Caroline Wettermark (1826–1895). Han hade fyra syskon – August Fredrik "Figge" (1852–1913), Anna (född 1856), Sofia Kristina (1862–1915) och Carl Rikard (1854–1940). Han var gift med Agnes Heyman (1866–1950).
Kullberg studerade vid Tekniska elementarskolan i Borås, och efter sin examen 1876 var han elev hos arkitekten Helgo Zettervall i Lund fram till 1879. Därefter reste han utomlands och var byggnadsingenjör i Australien med flera länder 1880–1885. Han var föreståndare för Fredrikssons snickerifabrik i Katrineholm 1885–1887 och för Wahlmans snickerifabrik i Gävle 1887–1888. Han var sedan ingenjör i Argentina – vid hamnanläggningen i Buenos Aires 1888–1890 och vid flodmätning och hamnbyggnation 1889–1895. Han var vd för Mejerimaskin AB Excelsior i Stockholm 1895–1898, blev inspektör på AB Separator (nuvarande Alfa Laval) från 1898 samt chef för företagets filial i Berlin 1903 och i Sankt Petersburg 1904–1907. Han var expert för banker och firmor och konsultingenjör för exportfrågor. Åren 1907–1916 var han argentinsk konsul i Stockholm.
Under sin tid i Argentina samlade han in drygt 100 arkeologiska föremål från trakten av Buenos Aires, vilka han 1925 skänkte till etnografiska avdelningen på Göteborgs museum, sedermera Göteborgs etnografiska museum, idag Världskulturmuseet.